# Vuelta a Andalucía 1996
La Vuelta a Andalucía 1996, quarantaduesima edizione della corsa ciclistica, si svolse dal 19 al 23 febbraio 1996 su un percorso di 865 km ripartiti in 5 tappe. Fu vinta dall'australiano Neil Stephens della ONCE davanti al russo Alexander Gontchenkov e al belga Peter Farazijn.

## Tappe
| Tappa  | Data        | Percorso                      | km    | Vincitore di tappa | Leader cl. generale |
| ------ | ----------- | ----------------------------- | ----- | ------------------ | ------------------- |
| 1ª     | 19 febbraio | Siviglia > Siviglia           | 147.8 | Wilfried Nelissen  | Wilfried Nelissen   |
| 2ª     | 20 febbraio | Arcos de la Frontera > Malaga | 224.9 | Olaf Ludwig        | Olaf Ludwig         |
| 3ª     | 21 febbraio | Malaga > Malaga               | 117.3 | Erik Zabel         | Neil Stephens       |
| 4ª     | 22 febbraio | Torre del Mar > Jaén          | 205.7 | Wilfried Nelissen  | Neil Stephens       |
| 5ª     | 23 febbraio | Cartaya > Granada             | 168.9 | Maarten den Bakker | Neil Stephens       |
| Totale | Totale      | Totale                        | 865   |                    |                     |

## Dettagli delle tappe

### 1ª tappa
- 19 febbraio: Siviglia > Siviglia – 147,8 km

| Pos. | Corridore         | Squadra | Tempo    |
| ---- | ----------------- | ------- | -------- |
| 1    | Wilfried Nelissen | Lotto   | 3h51'10" |
| 2    | Jeroen Blijlevens | TVM     | s.t.     |
| 3    | Ivan Cerioli      | Gewiss  | s.t.     |

| Pos. | Corridore         | Squadra | Tempo |
| ---- | ----------------- | ------- | ----- |
| 1    | Wilfried Nelissen | Lotto   |       |

### 2ª tappa
- 20 febbraio: Arcos de la Frontera > Malaga – 224,9 km

| Pos. | Corridore           | Squadra | Tempo    |
| ---- | ------------------- | ------- | -------- |
| 1    | Olaf Ludwig         | Telekom | 5h11'45" |
| 2    | Neil Stephens       | ONCE    | s.t.     |
| 3    | Rafael Ruiz Erencia | Kelme   | a 6"     |

| Pos. | Corridore   | Squadra | Tempo |
| ---- | ----------- | ------- | ----- |
| 1    | Olaf Ludwig | Telekom |       |

### 3ª tappa
- 21 febbraio: Malaga > Malaga – 117,3 km

| Pos. | Corridore  | Squadra | Tempo    |
| ---- | ---------- | ------- | -------- |
| 1    | Erik Zabel | Telekom | 2h54'54" |
| 2    | Rolf Aldag | Telekom | s.t.     |
| 3    | Ángel Edo  | Kelme   | s.t.     |

| Pos. | Corridore     | Squadra | Tempo |
| ---- | ------------- | ------- | ----- |
| 1    | Neil Stephens | ONCE    |       |

### 4ª tappa
- 22 febbraio: Torre del Mar > Jaén – 205,7 km

| Pos. | Corridore         | Squadra | Tempo    |
| ---- | ----------------- | ------- | -------- |
| 1    | Wilfried Nelissen | Lotto   | 6h24'53" |
| 2    | Erik Zabel        | Telekom | s.t.     |
| 3    | Ivan Cerioli      | Gewiss  | s.t.     |

| Pos. | Corridore     | Squadra | Tempo |
| ---- | ------------- | ------- | ----- |
| 1    | Neil Stephens | ONCE    |       |

### 5ª tappa
- 23 febbraio: Cartaya > Granada – 168,9 km

| Pos. | Corridore          | Squadra  | Tempo    |
| ---- | ------------------ | -------- | -------- |
| 1    | Maarten den Bakker | TVM      | 4h22'10" |
| 2    | Vassili Davidenko  | Roslotto | s.t.     |
| 3    | Brian Holm         | Telekom  | s.t.     |

| Pos. | Corridore             | Squadra  | Tempo     |
| ---- | --------------------- | -------- | --------- |
| 1    | Neil Stephens         | ONCE     | 22h52'53" |
| 2    | Alexander Gontchenkov | Roslotto | a 32"     |
| 3    | Peter Farazijn        | Lotto    | a 2'08"   |

## Classifiche finali

### Classifica generale
| Pos. | Corridore             | Squadra            | Tempo     |
| ---- | --------------------- | ------------------ | --------- |
| 1    | Neil Stephens         | ONCE               | 22h52'53" |
| 2    | Alexander Gontchenkov | Roslotto-ZG Mobili | a 32"     |
| 3    | Peter Farazijn        | Lotto-Isoglass     | a 2'08"   |